# Peckia tridentata
Peckia tridentata är en tvåvingeart som först beskrevs av Hall 1937.  Peckia tridentata ingår i släktet Peckia och familjen köttflugor. Inga underarter finns listade i Catalogue of Life.